# Giuseppe Signori
Giuseppe "Beppe" Signori, född 17 februari 1968, är en italiensk före detta  fotbollsspelare. Signori är en av de främsta målgörarna i Serie A genom tiderna med 189 mål på 352 matcher.
Han vann också skytteligan i Serie A tre gånger i mitten av 1990-talet.

## Karriär
Efter att ha spelat i lägre divisioner för klubbar som UC Albinoleffe, Piacenza Calcio och TC Trento så debuterade Signori i Serie A säsongen 1991/92 med Foggia som han var med att föra upp till Serie A från Serie B. Året efter gick han över till SS Lazio 1992 där han under fem år gjorde 107 mål på 152 matcher. 
Signori lämnade SS Lazio alldeles före epoken Cragnotti-Sven-Göran Eriksson och var alltså inte med i det lag som vann titlar i slutet av 90-talet. I stället gick Signori 1997 över till UC Sampdoria (bara en säsong) och år 1998 till Bologna FC där han under sex säsonger fortsatte att producera mål (68 på 147 matcher). Han avslutade sin aktiva karriär 2006 efter två säsonger i Grekland och Ungern.
Trots sin målfarlighet så hade Signori en kort karriär i landslaget med 28 landskamper (7 mål) och deltagande i endast ett VM - 1994.